# Sovrani del Leinster
Lista parziale dei sovrani del Leinster che regnarono la provincia irlandese del Leinster fino al 1632 e poi Capi dei nomi fino a oggi.
- Bressal Bélach, morto nel 436)
- Énnae Cennsalach
- Mac Cairthinn mac Coelboth, morto nel 446.
- Crimthann mac Énnai, morto nel 483.
- Fincath mac Garrchu, morto nel 485.
- Fráech mac Finchada, morto nel 495.
- Illan mac Dúnlainge, morto nel 527.
- Ailill mac Dúnlainge
- Cormac mac Ailillo, morto nel 535.
- Coirpre mac Cormac, morto nel 546
- lmán Már mac Coirpre, morto nel 576
- Áed Dibchine mac Senaig, morto nel 595
- Brandub mac Echach, 605/608.
- Rónán mac Colmáin, morto nel 624.
- Crimthann mac Áedo, morto nel 633.
- Fáelán mac Colmáin
- Crundmael Erbuilc mac Ronain, morto nel 656.
- Fáelán mac Colmáin, morto nel 666.
- Fianamail mac Mael Tuile, morto nel 680.
- Bran Mut mac Conaill, morto nel 693.
- Cellach Cualann mac Gerthide, morto nel 715.
- Murchad mac Bran Mut, morto nel 727.
- Dúnchad mac Murchado, morto nel 728.
- Áed mac Colggen, morto nel 738.
- Bran Bec mac Murchado, morto nel 738.
- Fáelán mac Murchado, morto nel 738.
- Bran Becc mac Murchado, morto nel 738.
- Áed mac Colggen, morto nel 738.
- Muiredach mac Murchado, morto nel 760.
- Cellach mac Dunchad, morto nel 776.
- Ruaidrí mac Fáeláin, morto nel 785.
- Bran Ardchenn mac Muiredaig, morto nel 795.
- Finsnechta Cethardec mac Cellach, morto nell'808.
- Muiredach mac Bran, morto nell'829.
- Muiredach mac Ruadrach, morto nell'829
- Cellach mac Brain, morto nell'834/835.
- Bran mac Fáeláin, morto nell'838.
- Lorcán mac Cellaig, all'apice attorno all'848.
- Túathal mac Máele-Brigte, morto nell'854.
- Ruarc mac Bran, morto nell'862.
- Muirecán mac Diarmata mac Ruadrach, morto nell'863.
- Dúnlaing mac Muiredach mac Brain, morto nell'869.
- Ailill mac Dúnlainge, morto nell'871.
- Domnall mac Muirecáin, morto nell'884.
- Muiredach mac Bran, morto nell'885.
- Cerball mac Muirecáin, morto nel 909.
- Augaire mac Aililla, morto nel 917.
- Faelan mac Muiredach, morto nel 942.
- Lorcan mac Faelan, morto nel 943.
- Bróen mac Máelmórda, morto nel 947.
- Tuathal mac Augaire, morto nel 958.
- Cellach mac Faelan, morto nel 966.
- Murchad mac Finn, morto nel 972.
- Augaire mac Tuathal, morto nel 978.
- Domnall Claen mac Lorcan, morto nel 984.
- Donnchad mac Domnall Claen, deposto nel 1003.
- Máelmórda mac Murchada, morto nel 1014.
- Dúnlaing mac Tuathal, morto nel 1014.
- Donncuan mac Dúnlainge, morto nel 1016.
- Bran mac Máelmórda, deposto nel 1018.
- Augaire mac Dúnlainge, morto nel 1024.
- Donnchad mac Dúnlainge, deposto nel 1033.
- Donnchad mac Gilla Patráic, morto nel 1039.
- Murchad mac Dúnlainge, morto nel 1042.
- Diarmait mac Máel na mBó, 1042-1072 Uí Cheinnselaigh antenato dei MacMurrough
- Murchad mac Diarmata, 1052-1070 - porgenitore della dinastia MacMurrough
- Dommall mac Murchada, 1072-1075
- Donnchad mac Domnaill Remair, 1075-1089
- Énna mac Diarmata, 1089-1092
- Diarmait mac Énna, 1092-1098
- Donnchadh mac Murrough, 1098-1115.
- Diarmait mac Enna Mac Murrough, 1115-1117.
- Enna mac Donnchada Mac Murrough, 1117-1126.
- Diarmait MacMurrough, 1126-1171.
- Domhnall Caemanach Mac Murrough, 1171-1175
- Muirchertach mac Domhnall MacMurrough-Kavanagh, ?-1282.
- Muiris mac Muirchertach MacMurrough-Kavanagh, 1282-ca. 1314.
- Domhnall, circa 1314-1317.
- MacMurrough, 1317-ca. 1323.
- Domhnall mac Art MacMurrough-Kavanagh, circa 1323-ca. 1338.
- Domhnall mac Domhnall MacMurrough-Kavanagh, circa 1338-1347.
- Muircheartach mac Muiris MacMurrough-Kavanagh, 1347-1354.
- Art mac Muircheartach MacMurrough-Kavanagh, 1354-1362.
- Diarmait mac Domhnall MacMurrough-Kavanagh, 1362-1369.
- Donnchadh mac Muircheartach MacMurrough-Kavanagh, 1369-1375.
- Art mac Art MacMurrough-Kavanagh, 1375-1417
- Donnchadh mac Art MacMurrough-Kavanagh, 1417-1478.
- Domhnall mac Gerald MacMurrough-Kavanagh, 1476.
- Muircheartach mac Donnchadh MacMurrough-Kavanagh, 1478-1512.
- Art Buidhe mac Domhnall MacMurrough-Kavanagh, 1512-1517.
- Gerald mac Domhnall MacMurrough-Kavanagh, 1517-1523.
- Muiris mac Domhnall MacMurrough-Kavanagh, 1523-1531.
- Muircheartach mac Art Buidhe MacMurrough-Kavanagh, 1531-1547.
- Murchadh mac Muriris Mac Murrough Caomhanach, ?-1557.
- Criomthann mac Murchadha Mac Murrough Caomhanach, 1557-1582
- Domhnall Spainnach MacMurrough-Kavanagh, circa 1595-1632.